# 王應乾 (隆慶進士)
王應乾（1540年—？），字調元，號怀星，直隸池州府東流縣（今屬東至縣）人，明朝政治人物。

## 生平
隆慶四年（1570年）庚午科應天府鄉試第十四名舉人。隆慶五年（1571年）聯捷辛未科會試第八十六名，三甲第三名進士。大理寺觀政，授中书舍人，萬曆三年（1575年）三月考选江西道試御史，巡视東城，十二月實授御史，四年正月出为湖广按察司佥事，六年九月升本省左参议，八年遷河南副使，十一年闰二月升浙江参政，十四年轉山东按察使，十六年七月升浙江右布政使，丁憂歸。二十年复除湖广左布政使，次年致仕。

## 家族
曾祖王維，壽官；祖父王禎；父王文錦，贈中书舍人；母黃氏。慈侍下。弟應臨、應鼎、應昇、應晉。